# Marie Killick
Marie Louise Killick (en algunas fuentes Maria) (Mitcham, 8 de febrero de 1914 – Guildford, 1964) fue una ingeniera de audio e inventora británica que patentó una púa de zafiro truncada en 1945 para tocar discos de vinilo de gramófono.

## Trayectoria
Tras el restablecimiento de la su patente, fue implicada en 1953, en un pleito contra Pye Ltd. (Killick v Pye Ltd) Por su contravención de su patente.  Killick ganó el pleito en El Tribunal supremo de Justicia, en 1957. La radioemisora Pye apeló pero el juicio del tribunal más bajo, que habían infringido, fue confirmada en 1958. Aun así, su bancarrota al año siguiente impidió su beneficio del resultado.